# Aphonus brevicruris
Aphonus brevicruris är en skalbaggsart som beskrevs av Cartwright 1944. Aphonus brevicruris ingår i släktet Aphonus och familjen Dynastidae. Inga underarter finns listade i Catalogue of Life.